# گروستن
گروستن (به لاتین: Gråsten) یک منطقهٔ مسکونی در دانمارک است که در سودربرگ واقع شده‌است. گروستن ۳٫۴۲ کیلومتر مربع مساحت و ۴٬۳۰۲ نفر جمعیت دارد.